# Lachnomyrmex longinodus
Lachnomyrmex longinodus  (лат.) — вид муравьёв рода Lachnomyrmex из подсемейства Myrmicinae (Formicidae). Неотропика.

## Распространение
Южная Америка (Колумбия; Nariño: Barbacoas, Reserva Natural Privada Río Nambí, 1200–1300 м).

## Описание
Мелкого размера муравьи коричневого цвета (длина тела 4-5 мм). Длина головы рабочих (HL) 0,69-0,72 мм, ширина головы (HW) 0,63 мм. Отличаются длинными и тонкими проподеальными шипиками и длинным стебельком петиоля. Стебелёк между грудкой и брюшком состоит из двух узловидных члеников (петиоль и постпетиоль). На дорзуме постпетиоля около 8 волосков.
Вид был впервые описан в 1997 году колумбийскими энтомологами Ф. Фернандесом и М. Бэна (Fernández, F.; Baena, M. L.; Колумбия), а его валидный статус подтверждён в 2008 году американскими мирмекологами Роберто Ф. Брандао (Brandao, Carlos R. F.) и Родриго М. Фейтоза (Feitosa, Rodrigo M.) в ходе ревизии рода. Видовое название дано по признаку очень длинного стебелька петиоля (сравнительно других видов этого рода) от латинских слов longi + nodus (длинный + узелок).